# Mimosa
|  | Per a altres significats, vegeu «Mimosa (desambiguació)». |

Mimosa és un gènere de plantes amb flor de la subfamília Mimoseae. El nom del gènere prové del grec antic μιμος (mimos), que significa "imitació." Les espècies més conegudes del gènere són Mimosa pudica, una de les poques plantes que pot fer moviments ràpids per la manera en què plega les seves fulles, i Mimosa tenuiflora, coneguda per la droga ayahuasca o dimetiltriptamina que es troba en l'escorça de la seva rel. El gènere Mimosa ha passat per tota una història de classificacions i reclassificacions taxonòmiques.

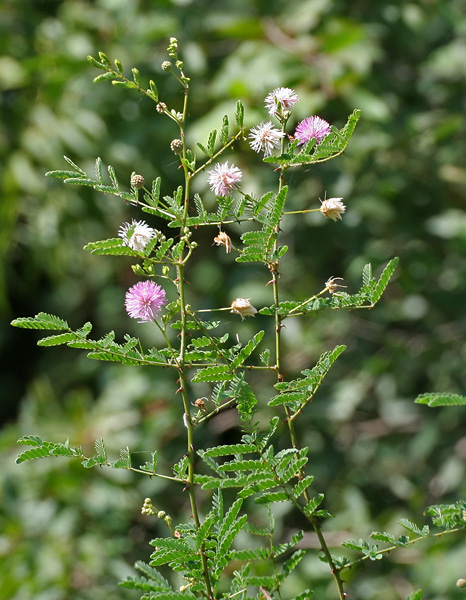
Mimosa hamanta a Hyderabad (Índia)

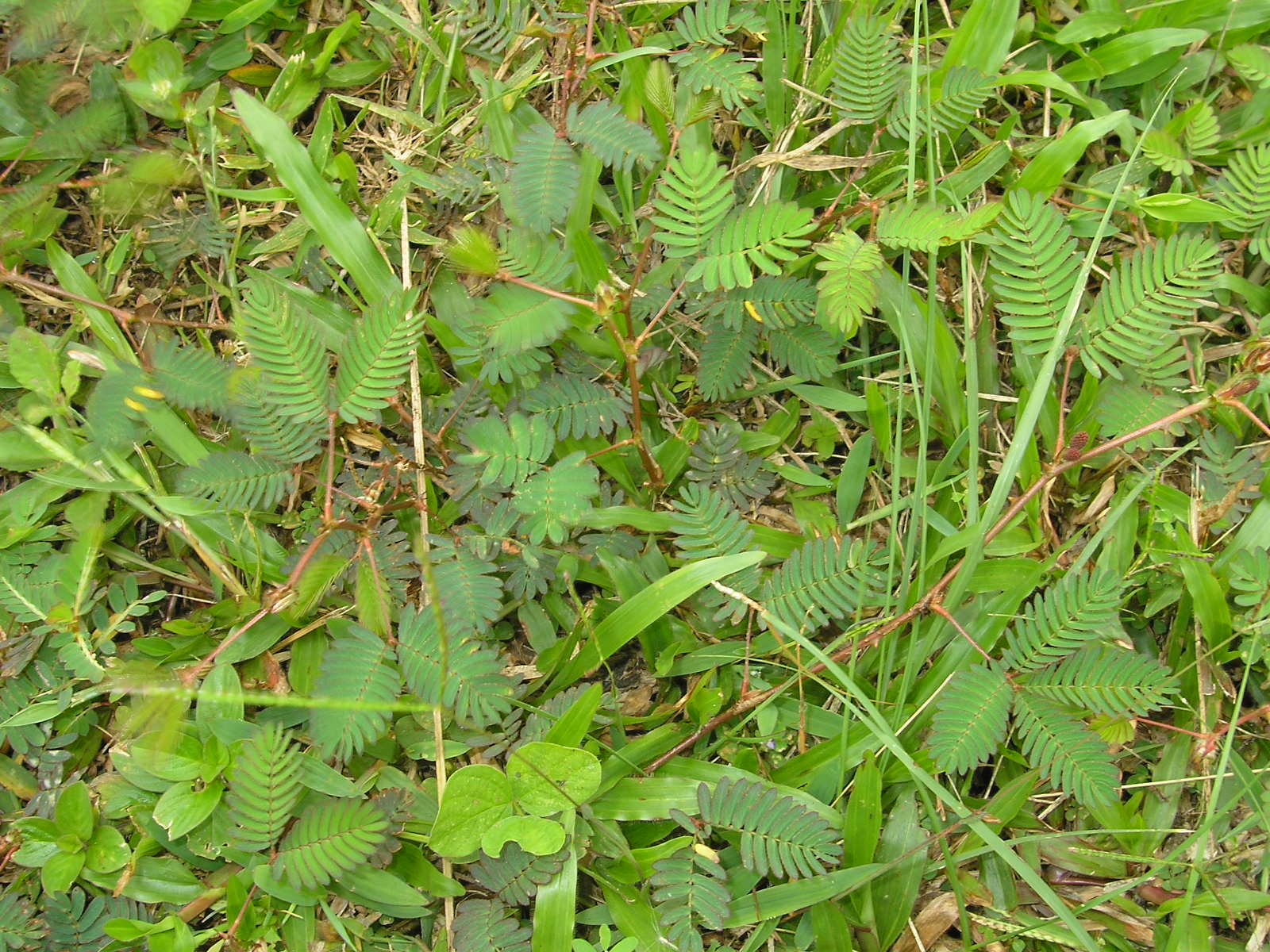
Mimosa abans de tocar-la

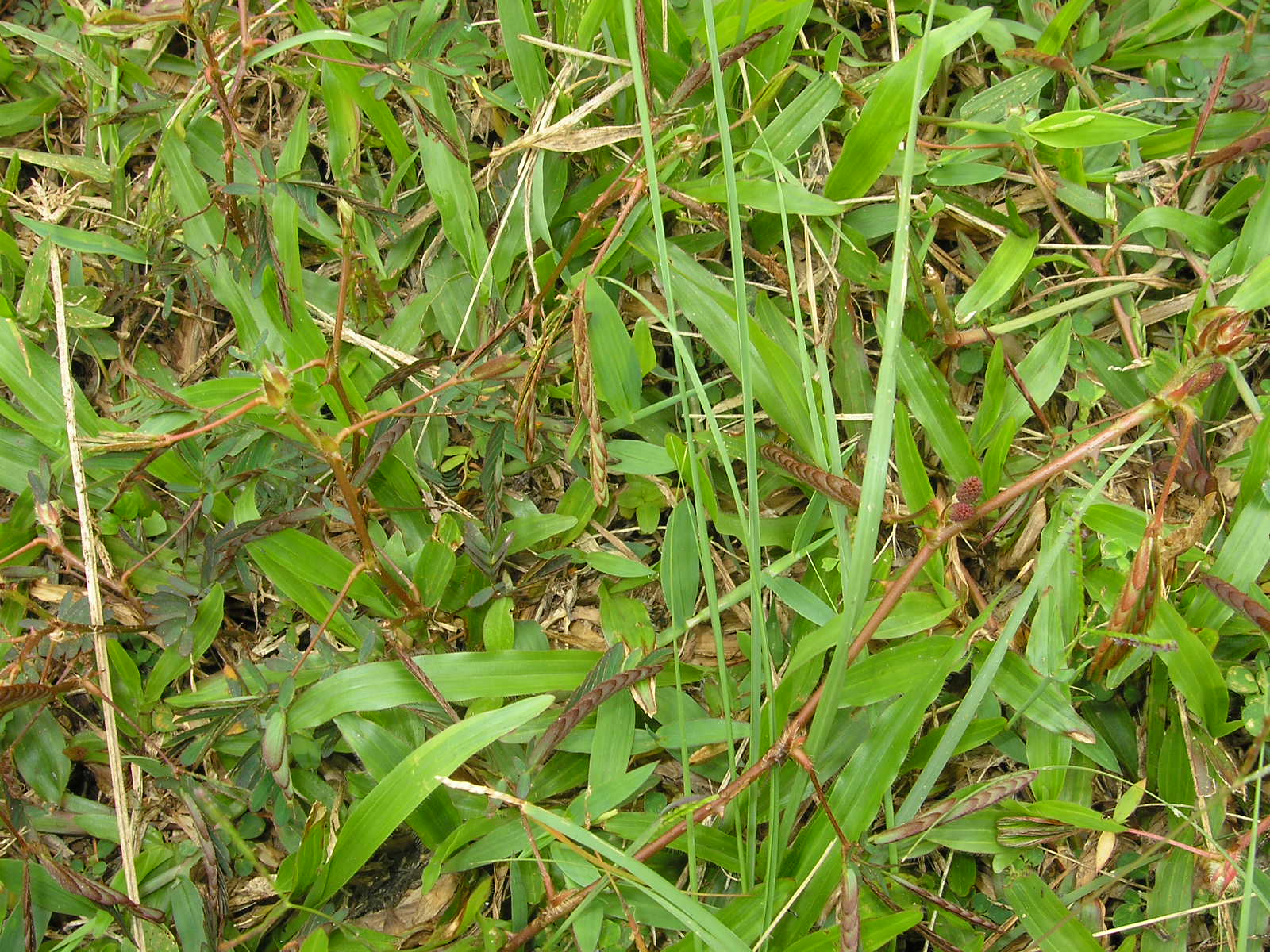
Mimosa amb fulles plegades després d'haver estat tocada

## Taxonomia
N'hi ha unes 400 espècies, cal destacar:
- Mimosa aculeaticarpa Ortega
- Mimosa arenosa (Willd.) Poir.
- Mimosa asperata L.
- Mimosa borealis Gray
- Mimosa casta L.
- Mimosa ceratonia L.
- Mimosa diplotricha C.Wright ex Sauvalle
- Mimosa dysocarpa Benth.
  - Mimosa dysocarpa var. dysocarpa Benth.
- Mimosa emoryana Benth.
- Mimosa grahamii Gray
  - Mimosa grahamii var. grahamii Gray
- Mimosa hostilis
- Mimosa hystricina (Small ex Britt. & Rose) B.L.Turner
- Mimosa latidens (Small) B.L. Turner
- Mimosa laxiflora Benth.
- Mimosa malacophylla Gray
- Mimosa microphylla Dry.
- Mimosa nuttallii (DC.) B.L. Turner
- Mimosa pellita Kunth ex Willd.
- Mimosa pigra L.
  - Mimosa pigra var. pigra L.
- Mimosa pudica L. - sensitiva
- Mimosa quadrivalvis L.
  - Mimosa quadrivalvis var. hystricina (Small) Barneby
- Mimosa roemeriana Scheele
- Mimosa rupertiana B.L. Turner
- Mimosa scabrella Benth.
- Mimosa schomburgkii Benth.
- Mimosa somnians
- Mimosa strigillosa Torr. et Gray
- Mimosa tenuiflora (Willd.) Poir. (= Mimosa hostilis)
- Mimosa texana (Gray) Small
- Mimosa turneri Barneby
- Mimosa verrucosa Benth.